# Aphis citrina
Aphis citrina är en insektsart. Aphis citrina ingår i släktet Aphis och familjen långrörsbladlöss. Inga underarter finns listade i Catalogue of Life.